# Пак Кён Хун
Пак Кён Хун (кор. 박경훈; 19 января 1961, Республика Корея) — южнокорейский футболист, играл на позиции защитника. По завершении игровой карьеры — футбольный тренер.
На протяжении всей клубной карьеры выступал за клуб «Пхохан Стилерс», а также играл за национальную сборную Южной Кореи.

## Клубная карьера
Родился 19 января 1961 года. Занимался футболом в юношеской команде Университета Ханьян.
В профессиональном футболе дебютировал в 1984 году выступлениями за команду клуба «Пхохан Стилерс», цвета которого защищал на протяжении всей своей карьеры, длившейся девять лет.

## Выступления за сборную
В 1981 году играя за университетскую команду, дебютировал в официальных матчах в составе национальной сборной Южной Кореи. В течение карьеры в национальной команде, которая длилась 10 лет, провел в форме главной команды страны 94 матча, забив 1 гол.
В составе сборной был участником чемпионата мира 1986 года в Мексике, чемпионата мира 1990 года в Италии. Также принимал участие в турнире на летних Олимпийских играх 1988 года.

## Тренерская работа
Завершив выступления на футбольном поле, перешел на тренерскую работу, работал ассистентом главного тренера в ряде команд.
В 2004 году возглавил юношескую сборную Южной Кореи (U-17), с которой работал до 2007 года.
В течение 2010—2014 годов был главным тренером команды клуба «Чеджу Юнайтед». С 1 декабря 2016 года назначен на пост тренера ФК «Соннам».